# Station Sieradz
Station Sieradz is een spoorwegstation in de Poolse plaats Sieradz.